# Канадско-американское соглашение о свободной торговле
Кана́дско-америка́нское соглаше́ние о свобо́дной торго́вле (ФТА, англ. Canada – United States Free Trade Agreement, CUSFTA), заключённое в октябре 1987 и ратифицированное 2 января 1988, — договор, создавший между Канадой и США зону свободной торговли товарами и услугами.
Идея соглашения о свободной торговле с Канадой была в 1979 году частью предвыборной программы Рональда Рейгана — кандидата в президенты США от Республиканской партии. В Канаде, однако, либеральное правительство с настороженностью относилось к этой идее, опасаясь попасть в экономическую зависимость от США. После смены правящей партии Канада вступила в переговоры с США о создании зоны свободной торговли по рекомендации коронной комиссии во главе с Д. С. Макдональдом. Само создание комиссии было связано с тяжёлым экономическим застоем, который ощущался как в США, так и в особенности в Канаде, где в 1981 году инфляция превысила 12 %, а на следующий год уровень безработицы достиг 13 %.
Переговоры инициировало консервативное правительство Брайана Малруни; американскую сторону представляли президент Рейган и министр финансов Джеймс Бейкер. Если в США соглашения о свободной торговле с Канадой прошли ратификацию без серьёзных проблем, то в Канаде для их принятия Малруни был вынужден провести досрочные выборы в парламент из-за сопротивления оппозиционных партий. Соглашения были ратифицированы после того, как на выборах консерваторы получили большинство мест в парламенте, поскольку голоса противников договора разделились между Либеральной партией и НДП.
Первые годы после вступления соглашений в силу обернулись для Канады усилением экономического спада, поскольку крупные американские фирмы закрывали ставшие ненужными офисы и филиалы предприятий к северу от границы. Согласно бывшему премьер-министру Онтарио Дэвиду Питерсону, за это время количество рабочих мест в провинции сократилось на 200 тысяч. После этого, однако, начался значительный рост объёмов торговли через границу, выросли как американские капиталовложения в канадскую экономику, так и канадские — в американскую. Особенно бурным был рост экспорта в США канадских товаров, по условиям договора пользовавшихся статусом наибольшего предпочтения, а также тех товаров, производство которых в Канаде и США было дорогостоящим по сравнению с остальным миром; в то же время снизился экспорт этих товаров в страны Европы.
В 1992 году ФТА было заменено Североамериканским соглашением о свободной торговле (НАФТА), заключённым между США, Канадой и Мексикой и вступившим в силу 1 января 1994.